# Sarvangásana

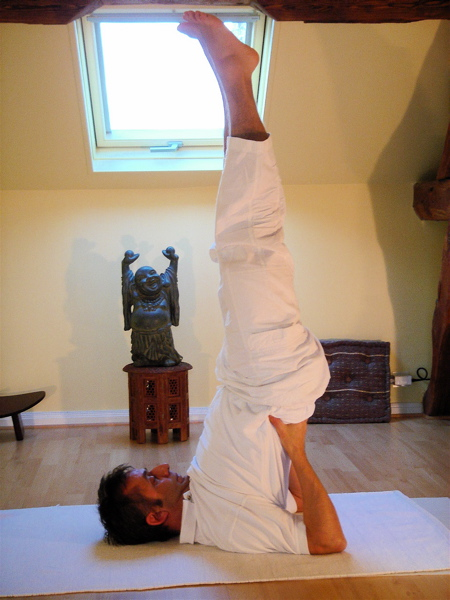
Sarvangasana

Sarvangásana ((सर्वाङ्गासन) neboli svíčka je jednou z ásan. Je považována za matku všech ásan a užívá se i pojmu Salamba Sarvangásana.[zdroj⁠?!]

## Etymologie
Název pochází ze sanskrtského slova Sarva každý, anga sval a asana (आसन) posed/pozice.

## Popis
- leh na zádech, přitáhnout pokrčená kolena k hrudníku, rukama podepřít pánev
- využitím břišních svalů vyhoupnout pánev nahoru
- nohy najednou zvednout vzhůru a rukama držet bedra, lokty u těla, prsty vzhůru
- chodidla uvolněná, krk stlačený, váha lpí na rukou